# Mecodina bisignata
Mecodina bisignata är en fjärilsart som beskrevs av Walker 1865. Mecodina bisignata ingår i släktet Mecodina och familjen nattflyn. Inga underarter finns listade i Catalogue of Life.